# Winter Springs
Winter Springs város az USA Florida államában, Seminole megyében. Lakosainak száma 38 342 fő (2020. április 1.).

## Népesség
A település népességének változása:

| 2010 | 33 282 |
| 2020 | 38 342 |